# Copa del Mundo de Pitch and Putt
La Copa del Mundo de Pitch and Putt es un campeonato por equipos organizado por la Federación de Asociaciones Internacionales de Pitch and Putt.
El primer campeón de la primera edición disputada en Chia, Italia, fue el equipo de pitch and putt de Cataluña. Título que volvería repetir en la segunda edición de 2006 en Teià.

## Campeonatos
| Año  | Lugar                | Campeón  | Segundo lugar | Tercer lugar | Refs. |
| ---- | -------------------- | -------- | ------------- | ------------ | ----- |
| 2004 | Chia (Italia)        | Cataluña | Países Bajos  | Francia      | [ 1 ] |
| 2006 | Teià                 | Cataluña | Andorra       | Irlanda      | [ 1 ] |
| 2008 | Arnhem               | Irlanda  | Países Bajos  | Cataluña     | [ 2 ] |
| 2012 | Condado de Meath     | Irlanda  | Australia     | Países Bajos | [ 3 ] |
| 2016 | El Torrent (Andorra) | Irlanda  | Cataluña      | Galicia      | [ 4 ] |